# Die verlorene Tochter (Fernsehserie)
Die verlorene Tochter ist eine sechsteilige deutsche Miniserie des Regisseurs Kai Wessel nach einem Drehbuch von Christian Jeltsch, die von der X Filme Creative Pool für das ZDF produziert wurde. Alle Folgen waren ab dem 20. Januar 2020 in der ZDF-Mediathek abrufbar, die ersten beiden Folgen wurden am 27. Januar 2020 im ZDF zur Hauptsendezeit erstmals gesendet, die Folgen 3 bis 6 folgten am 29. und 30. Januar 2020.

## Handlung
Die Brauerei-Familie von Gems vermisst die vor zehn Jahren bei einem Gewitter nach einem Schulfest in Lotheim verschwundene Tochter Isa. Die darauffolgenden Suchaktionen blieben erfolglos, keiner will etwas gesehen haben, es gibt keine Spuren. Plötzlich steht sie nach dieser langen Zeit wieder bei den Eltern und ihrem Bruder Philipp vor der Tür, leidet aber an einer retrograden Amnesie. Sie kann sich an nichts mehr erinnern, alle Fragen zu ihrem Verschwinden bleiben offen. Die Familie, die sich nach dem Schock, den Vermutungen und Gerüchten wieder im Alltag zurechtfinden musste, steht vor einer neuen Herausforderung.
Der damals ermittelnde Kommissar Peter Wolff, der an dem ungeklärten Fall psychisch zerbrach und mittlerweile im Sicherheitsdienst der Brauerei arbeitet, versucht, mit der inzwischen zur jungen Frau herangewachsenen ins Gespräch zu kommen. Er will herausfinden, was vor zehn Jahren wirklich passiert ist, ob alles nur von Isa inszeniert war und ob Isa wirklich Isa ist. Diese Frage beantwortet sich durch einen Gentest. Isas Mutter hofft so, auch ihren Mann Heinrich davon zu überzeugen, dass Isa wirklich ihre Tochter ist, woran sie nie gezweifelt hat. Trotzdem bleibt die Familie auf Distanz und Isa weiß nicht, was sie davon halten soll. Niemand scheint sie zu mögen, außer ihrer Mutter und ihrer Jugendliebe Robert. Doch Robert ist inzwischen verheiratet, hat eine Familie und so ist auch hier kein Platz mehr für sie. Wie soll sie so die Wahrheit über sich herausfinden?
Stück für Stück setzen sich die Puzzleteile zusammen und sicher ist, dass Isa damals nicht einfach weggelaufen war, obwohl sie dies vorhatte, sondern von einem Auto absichtlich angefahren und dann an der deutsch-französischen Grenze abgelegt wurde. Hier fand sie ein Mann, der sie wie seine eigene Tochter bei sich behielt und sie versorgte. Nachdem dieser vor kurzem in Frankreich verstorben war, machte sich Isa auf den Weg nach Deutschland, um ihre Vergangenheit zu finden. Dass sie Isa von Gems sein muss, hatte ihr französischer Freund durch lange Recherchen im Internet herausgefunden.
Nachdem sich Isas Gedächtnis bruchstückhaft wiederfindet, sieht sie sich Verfolgung und einem Mordanschlag ausgesetzt. Die Verantwortlichen dafür waren in der Vergangenheit auch schon zu Tätern geworden, da sie die jugendliche Isa sexuell missbrauchten. Da es sich dabei um einflussreiche Männer handelt, konnten sie ihre damaligen Vergehen mit Hilfe eines korrupten Polizeibeamten vertuschen. Isas Nachforschungen führen dazu, dass dies alles aufgedeckt wird. Um einem juristischen Skandal zu entgehen, begehen zwei von ihnen Selbstmord. Mit Isas Verschwinden hatten die beiden nichts zu tun, es kam ihnen nur sehr gelegen.
Die volle Wahrheit und die familiäre Dramatik eröffnet sich, als Isa ein Foto findet, das sie in Unterwäsche und ihren Großvater in etwas verfänglicher Situation neben ihr zeigt. Doch dieser Schein trügt, denn das Foto ist eine Montage. Isa selbst hatte sie vor 10 Jahren von Roberts Bruder anfertigen lassen, um ihren Großvater damit zu erpressen. Mit dem Geld wollte sie zusammen mit Robert aus Lotheim weggehen, wozu es durch den Unfall dann aber nicht mehr gekommen war. Hinter diesem Unfall steckte fatalerweise ihre eigene Großmutter. Sie wusste von der Erpressung und wollte die Schmach, dass ihr geliebter Mann ein Sexualtäter sein sollte nicht ungestraft hinnehmen. Sie beauftragte einen Angestellten, Isa aus dem Weg zu schaffen, zum Lohn hatte er das von ihr erpresste Geld bekommen. Seit Isa zurück war, wurde ihm seine Schuld immer mehr bewusst und als er Isas Großmutter Lore von seinen Skrupeln berichtete, brachte sie ihn zum Schweigen und warf seine Leiche in den Stausee. Isa, die gemeinsam mit Roberts Vater das herausgefunden hat und sich mit ihr treffen will, muss nun einen erneuten Anschlag auf ihr Leben verkraften. Lore von Gems passt die beiden ab und blendet sie mit den Scheinwerfern ihres Wagens, woraufhin Isa und Peter Wolff mit ihrem Auto in den Stausee stürzen. Während sich Isa aus dem Wasser retten kann, ertrinkt Roberts Vater. Da auch der Leiter der örtlichen Polizeistelle durch Wolffs Hilfe Beweise für die Verbrechen von Lore von Gems erhalten hat, nimmt er Isas Großmutter noch am gleichen Abend fest.
Die Familie von Gems steht zwar nun vor einem Scherbenhaufen und die Ereignisse haben ihnen allen am Ende eine schmerzhafte Wahrheit enthüllt, doch bietet sich ihnen nun die Chance zu einem gemeinsamen Neuanfang.

## Episodenliste
| Nr. | Originaltitel                        | Erstausstrahlung | Zuschauer |
| --- | ------------------------------------ | ---------------- | --------- |
| 1   | Geister                              | 27. Jan. 2020    | 5,36 Mio. |
| 2   | Zweifel                              | 27. Jan. 2020    | 5,44 Mio. |
| 3   | Lügen                                | 29. Jan. 2020    | 4,57 Mio. |
| 4   | Das Irrenhaus, das man Familie nennt | 29. Jan. 2020    | 4,41 Mio. |
| 5   | Die Wahrheit und nichts …            | 30. Jan. 2020    | 4,12 Mio. |
| 6   | Scherbenhaufen                       | 30. Jan. 2020    | 4,03 Mio. |

## Drehorte
Die Serie wurde vom 4. September 2018 bis zum 5. Dezember 2018 unter anderem in Berlin, Korbach, Waldeck, der Licher Privatbrauerei in Lich und dem Schloss Rauischholzhausen, am Diemel- und Edersee in Hessen gedreht.

## Kritiken
Rainer Tittelbach von tittelbach.tv wertete: „Isa von Gems ist […] nicht nur die verunsicherte, bemitleidenswerte Sucherin nach der verlorenen Identität, sondern gleichsam ein Teenie-Wildfang, der seine Anziehungskraft auf das andere Geschlecht auszutesten beginnt. Die Schauspielerin verkörpert beide ‚Rollen‘ sehr überzeugend, und sie verleiht mit ihren klaren Gesichtszügen beiden Frauen-Typen, der authentischen mit ihrer angeknacksten Psyche und dem gut gelaunten, etwas frivolen Girlie, eine große ikonografische Kraft. Ganz besonders wird ihr Gesicht in Erinnerung bleiben als das der ‚Verlorenen Tochter‘ – ein im Übrigen zutiefst stimmiger Filmtitel: Für die anderen ist sie die verlorene Tochter. Und für sich selbst: die Verlorene. Und das nicht nur, weil sie nicht weiß, wer sie ist, sondern auch, weil sie gegenüber der, die sie offenbar gewesen ist mit 16 Jahren, heute Vorbehalte hat.“
„Filmisch genügt diese Mini-Serie allerhöchsten Ansprüchen. Die Bildgestaltung von Alexander Fischerkoesen ist exquisit, Szenenbild und Locations besitzen eine große narrative Kraft, und der Score wird sparsam verwendet und schiebt sich nie zu deutlich in den Vordergrund. Die Vermittlung der Emotionen überlässt Wessel lieber den Schauspielern. Und denen kann der Regisseur problemlos vertrauen. Mit Claudia Michelsen, Götz Schuberth (sic!), Christian Berkel, Rick Okon, Max von der Groeben, Nina Gummich und Hildegard Schmahl standen ihm auch bei den weiteren tragenden Figuren die Crème de la crème dreier Schauspielergenerationen zur Verfügung.“
Die Frankfurter Rundschau sah das dagegen ganz anders und meinte: „Zuerst ist das ein verheißungsvoller Thriller, dann wird er Stunde um Stunde mehr zur Parodie seiner selbst, um als Machwerk zu enden.“ „Viel Unvernunft ist ansonsten im Spiel, viel Aufgeregtheit, dazu Soapelemente, und wie in der Soap steht dann auch die Handlung bedeutungsvoll in der Gegend herum, bis sich dann doch wieder etwas tut. So reizvoll es ist – das wusste schon Agatha Christi (sic!) –, wenn die Gründe dafür, weshalb eine Person besser verschwindet, so vielfältig sind, so hanebüchen wirkt schließlich die Fülle der finsteren Fakten, auf die dann noch etwas ganz anderes draufgesetzt wird. Auch Facettenreichtum und das scheinbar differenzierte Verschlieren von Opfer- und Täterschaft kann eine schiere Stereotypen-Ansammlung sein.“
Peter Luley schreibt hingegen in Der Spiegel: „Was geschah in jener Nacht 2009, in der die 16-jährige Isa von Gems (Henriette Confurius), Tochter einer millionenschweren Brauerei-Dynastie, spurlos von einem Schulfest verschwand? Diese Frage, zehn Jahre unbeantwortet, stellt sich mit neuer Dringlichkeit, als die Vermisste plötzlich wieder auftaucht – und sich an nichts erinnern kann. Aus dem klassischen Filmmotiv Amnesie haben Christian Jeltsch (Buch) und Kai Wessel (Regie) einen packenden Sechsteiler geschaffen, der in viereinhalb Stunden Laufzeit keine Minute langweilt.“

## Verweise
- Die verlorene Tochter bei IMDb
- Die verlorene Tochter  bei crew united
- Die verlorene Tochter bei Fernsehserien.de